# إعادة بناء الوجه الشرعي
إعادة بناء الوجه الشرعي (أو تقريب الوجه الشرعي) هي عملية إعادة تكوين وجه فرد (غالبًا ما تكون هويته غير معروفة) من بقايا هيكله العظمي من خلال دمج الفن والأنثروبولوجيا وعلم العظام وعلم التشريح. إنها ببساطة أكثر التقنيات خصوصية - وكذلك الأكثر إثارة للجدل - في مجال أنثروبولوجيا الطب الشرعي. على الرغم من هذا الجدل، فقد أثبتت عملية إعادة بناء الوجه نجاحها بشكل متكرر بما يكفي لاستمرار تقدم الأبحاث والتطورات المنهجية.
بالإضافة إلى البقايا المتعلقة بالتحقيقات الجنائية، تنشأ عمليات إعادة بناء الوجه لبقايا يعتقد أنها ذات قيمة تاريخية والبقايا الأناسية وبقايا البشر في عصور ما قبل التاريخ.

## أنواع تحديد الهوية
هناك نوعان من الأشكال المتعلقة بتحديد الهوية في أنثروبولوجيا الطب الشرعي: مستفيض وقطعي.
- التحديد المستفيض عندما يكون الفرد مناسبًا للملف البيولوجي لمجموعة من بقايا العظام أو الهياكل العظمية إلى حد كبير. هذا النوع من التحديد لا يؤكد أو يثبت الهوية لأن أي عدد من الأفراد قد يتناسب مع نفس الوصف البيولوجي.
- التحديد القطعي، وهو أحد أهم أهداف علم الطب الشرعي، عندما تتطابق مجموعة فريدة من الخصائص البيولوجية للفرد مع مجموعة من بقايا الهيكل العظمي. يتطلب هذا النوع من تحديد الهوية أن تتوافق بقايا الهيكل العظمي مع السجلات الطبية أو سجلات الأسنان، والجروح أو الأمراض الفريدة قبل الوفاة، وتحليل الحمض النووي، ووسائل أخرى.[2]

تقدم إعادة بناء الوجه للمحققين وأفراد الأسرة المتورطين في قضايا جنائية تتعلق برفات مجهولة الهوية بديلًا فريدًا عندما تفشل جميع تقنيات تحديد الهوية الأخرى. غالبًا ما توفر إعادة بناء الوجه العوامل التي تؤدي في النهاية إلى التحديد القطعي على الرفات.

## المقبولية القانونية
يعد معيار داوبرت في الولايات المتحدة سابقة قانونية وضعت في 1993 من قبل المحكمة العليا فيما يتعلق بمقبولية شهادة الشهود الخبراء أثناء الإجراءات القانونية، والتي وضعت لضمان أن شهادة الخبراء تستند إلى حقائق أو بيانات كافية، مستمدة من التطبيق السليم لـ مبادئ وأساليب موثوقة. عندما ينتج العديد من فنانين الطب الشرعي تقديرات تقريبية لنفس المجموعة من بقايا الهياكل العظمية، لا تتشابه عمليتا إعادة بناء أبدًا، كما أن البيانات التي تنشأ التقديرات التقريبية منها تكون غير مكتملة إلى حد كبير. وبسبب هذا، فإن إعادة بناء الوجه بالطب الشرعي لا تدعم معيار داوبرت، ولا تعد تقنية معترف بها قانونًا لتحديد الهوية القطعي، ولا يمكن قبولها كشهادة خبراء. حاليًا، تنتج عمليات إعادة البناء فقط للمساعدة في عملية التحديد القطعي جنبًا إلى جنب مع الأساليب التي تم التحقق منها.

## أنواع إعادة البناء

### عمليات إعادة البناء ثنائية الأبعاد
تستند عمليات إعادة بناء الوجه ثنائية الأبعاد إلى صور ما قبل الوفاة وصور الجمجمة. في بعض الأحيان تستخدم الصور الشعاعية للجمجمة ولكن هذا ليس مثاليًا لأن العديد من الهياكل القحفية غير مرئية أو لا تكون بالمقياس الصحيح. تتطلب هذه الطريقة عادةً تعاون فنان وطبيب أنثروبولوجي شرعي. ابتكرت كارين تي تايلور من أوستن، تكساس خلال الثمانينيات طريقة لإعادة بناء الوجه ثنائية الأبعاد وكانت شائعة الاستخدام في ذلك الوقت. تتضمن طريقة تايلور تحديد علامات عمق الأنسجة على جمجمة مجهولة الهوية في معالم أنثروبولوجية مختلفة، ثم تصوير الجمجمة. ثم تُستخدم المطبوعات الفوتوغرافية بالحجم الطبيعي أو بحجم واحد إلى واحد أمامي وجانبي كأساس لرسومات الوجه التي تتم على ورق شفاف. طورت مؤخرًا تقنية F.A.C.E. وC.A.R.ES. تنتج برامج الكمبيوتر بسرعة تقريبية ثنائية الأبعاد للوجه يمكن تحريرها والتعديل عليها بسهولة نسبية. قد تساعد هذه البرامج في تسريع عملية إعادة البناء وتسمح بتطبيق اختلافات دقيقة على الرسم، على الرغم من أنها قد تنتج صورًا عامة أكثر من الأعمال الفنية المرسومة يدويًا.

### عمليات إعادة البناء ثلاثية الأبعاد
عمليات إعادة بناء الوجه ثلاثية الأبعاد هي إما: 1) منحوتات (مصنوعة من قوالب من بقايا الجمجمة) تم إنشاؤها باستخدام طين النمذجة ومواد أخرى أو 2) صور كمبيوتر ثلاثية الأبعاد عالية الدقة. مثل عمليات إعادة البناء ثنائية الأبعاد، تتطلب عمليات إعادة البناء ثلاثية الأبعاد عادةً فنانًا وعالم أنثروبولوجيا شرعي. تنشئ برامج الكمبيوتر عمليات إعادة بناء ثلاثية الأبعاد عن طريق التلاعب بالصور الممسوحة ضوئيًا لبقايا الجمجمة المجهولة، والصور الفوتوغرافية لملامح الوجه، وعمليات إعادة البناء الأخرى المتاحة. عادة ما تكون هذه التقريبات الحاسوبية أكثر فاعلية في تحديد الهوية لأنها لا تبدو مصطنعة للغاية. جرى تبني هذه الطريقة من قبل المركز الوطني للأطفال المفقودين والمستغلين، والذي يستخدم هذه الطريقة في كثير من الأحيان لإظهار تقديرات تقريبية لمتوفى مجهول الهوية وإظهارها للعامة على أمل تحديد هويته.

### التراكب
التراكب هو أسلوب يضمن أحيانًا ضمن طرق إعادة بناء الوجه الشرعي. لا يضمن دائمًا كأسلوب لأن الباحثين يجب أن يكون لديهم بالفعل نوع من المعرفة حول هوية بقايا الهيكل العظمي التي يتعاملون معها (على عكس عمليات إعادة البناء ثنائية وثلاثية الأبعاد، عندما تكون هوية بقايا الهيكل العظمي غير معروفة تمامًا بشكل عام) . تنشأ تراكبات الطب الشرعي من خلال وضع صورة لشخص يشتبه في انتمائه إلى بقايا هيكل عظمي مجهولة الهوية على الأشعة السينية للجمجمة مجهولة الهوية. إذا كانت الجمجمة والصورة من نفس الشخص، فيجب محاذاة السمات التشريحية للوجه بدقة.